# فریدمن ۳۶۵۱
سیارک ۳۶۵۱ (به انگلیسی: 3651 Friedman، نامگذاری:1978VB5) سه هزار و ششصد و پنجاه و یکمین سیارک کشف شده‌است که در ۷ نوامبر ۱۹۷۸ کشف شد.
قدر مطلق سیارک برابر ۱۳٫۴۰ است.